# Hnutí Dobrých Proměn
Hnutí Dobrých Proměn (zkratka HDP) je české politické hnutí, registrovano na Ministerstvu vnitra 19. února 2014. Jejím prvním a současným předsedou je od 18. července 2014 Stanislav Rudolfský. Od roku 2022 je hnutí aktivní pouze v obci Jaroměř. 

## Vývoj názvu

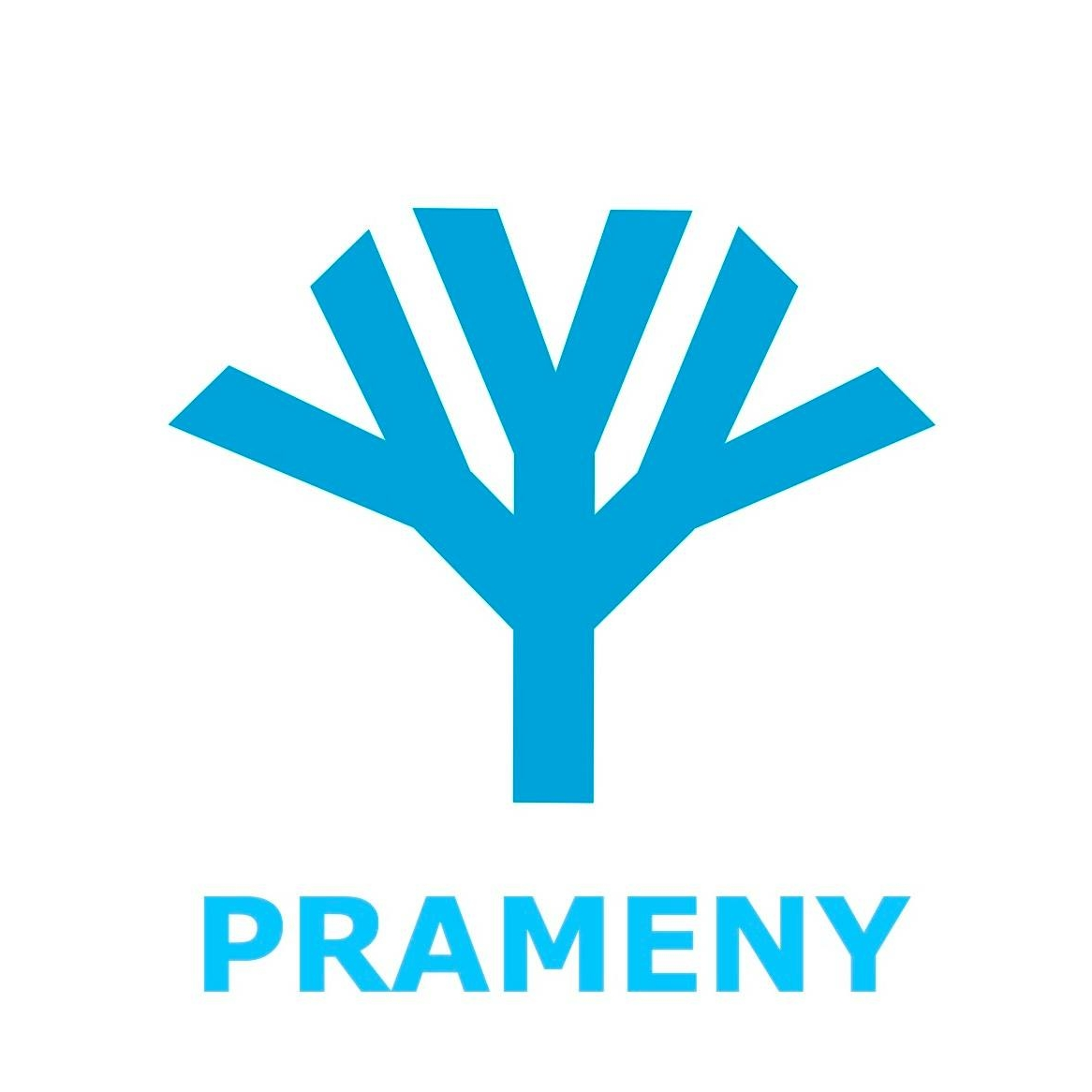
Logo Hnutí Prameny

- Česká země - domov můj (zkratka CZDM), 19. února – 31. července 2014
- Hnutí dobrých proměn (zkratka HDP), 31. července 2014 – 21. července 2021
- Hnutí Prameny (zkratka PRAMENY), 21. července 2021 – 30. března 2022
- Hnutí Dobrých Proměn (zkratka HDP), 30. března 2022 –

## Vedení
- Stanislav Rudolfský (* 1958) – předseda, od 18. července 2014
- Aleš Svoboda (* 1966) – 1. místopředseda, od 18. července 2014
- Jan Mojžíš (* 1976) – místopředseda, od 18. července 2014

## Volební výsledky

### Poslanecká sněmovna
| Volby | Počet hlasů | Změna | Hlasy v % | Změna | Počet mandátů | Změna | Postavení     |
| ----- | ----------- | ----- | --------- | ----- | ------------- | ----- | ------------- |
| 2021  | 8 599       | –     | 0,15      | –     | 0/200         | –     | neparlamentní |

### Zastupitelstvo obcí
| Volby | Počet hlasů | Změna | Hlasy v % | Změna | Počet mandátů | Změna |
| ----- | ----------- | ----- | --------- | ----- | ------------- | ----- |
| 2022  | 9 636       | –     | 0,01      | –     | 3/62300       | –     |

#### Jaroměř
| Volby | Počet hlasů | Změna | Hlasy v % | Změna | Počet mandátů | Změna |
| ----- | ----------- | ----- | --------- | ----- | ------------- | ----- |
| 2022  | 9 636       | –     | 14,92     | –     | 3/21          | –     |